# زنزانة الحب
زنزانة الحب (بالبرتغالية: Paixão‏) هوَ مسلسل درامي برتغالي من تأليف فيليبا بوب وجوانا أندرادي وبطولة عددٍ منَ الممثلين بما في ذلك ديزي فيلا نوفا، ألبانو جيرونيمو وماركو ديلجادو. دُبلج المسلسل للغة العربيّة في وقتٍ لاحقٍ ليبدأ عرضهُ على قناة إم بي سي 4.

## قصة المسلسل
نشأ ميغيل غويريرو ولويزا ماريروس معًا في منطقة الغارف، وكانا في حب بعضهما البعض منذ المراهقة. هو، نجل ماريا باولا غويريرو، أرملة ومالكة لعدة هكتارات من أشجار البرتقال واليوسفي؛ هي، من عائلة ثرية، أصحاب سلسلة من المنتجعات في جميع أنحاء العالم.
عندما يُقبض عليه لارتكابه جريمة لم يرتكبها، سيقاتل ميغيل من أجل التماس العدالة واستعادة حب حياته. كان ميجيل ولويزا، يخططان للزواج وتحقيق كل الأحلام التي كانت لديهم معًا. ومع ذلك، كل شيء يتغير بشكل جذري خلال عطلة في جنوب أفريقيا، عندما يموت والد لويزا.أفضل صديق لميغيل، ويتهم ميغيل بالجريمة. بعد الحكم عليه بالسجن لمدة عشر سنوات بتهمة القتل، يُمنع ميغيل من العودة إلى البرتغال ولن يرى مرة أخرى المرأة التي يحبها. عندما يعود إلى الغارف بعد الانتهاء من عقوبته، يجد ميغيل لويزا متزوجة من زي والدة كاتارينا. ويقرر البقاء في البرتغال للقتال من أجل الفتاة، واستعادة السنوات العشر التي فاتوها مع بعضهم البعض. أثناء محاولته إعادة بناء نفسه وإزالة وصمة العار بأنه قاتل، يكتشف ميغيل أن تشريح الجثة تم تزويره وأن سبب الوفاة لم يكن هو نفسه الذي أدين به. يقرر ميغيل البحث عن الشخص القاتل الحقيقي. لويزا وميغيل، الآن على طرفي نقيض، يقاومان الحب، رغم كل ما حدث، ما زالوا يشعرون ببعضهم البعض.

## المواسم
| الموسم | الموسم | الحلقات | الحلقات | البث الأصلي    | البث الأصلي    |
| الموسم | الموسم | الحلقات | الحلقات | البث الأول     | البث الأخير    |
| ------ | ------ | ------- | ------- | -------------- | -------------- |
|        | 1      | 143     | 143     | 18 سبتمبر 2017 | 3 مارس 2018    |
|        | 2      | 177     | 177     | 5 مارس 2018    | 24 سبتمبر 2018 |